# The Altar at Asconel
Altarul de pe Asconel (titlu original The Altar at Asconel) (1965) este un roman science fiction al scriitorului britanic John Brunner. A fost publicat pentru prima oară în Statele Unite de către Galaxy Publishing în aprilie 1965 și de  Gateway / Orion în septembrie 1965.
În 1976 a fost publicată Interstellar Empire o ediție omnibus cuprinzând The Altar on Asconcel, The Man from the Big Dark și The Wanton of Argus/The Space-Time Juggler.

## Prezentare
Povestea romanului are loc după destrămarea unui imperiu interstelar  care a domnit peste sute de planete locuite. Acest imperiu, creat de oameni, a dispărut și a lăsat coloniile sale în voia sorții, acestea au ajuns într-o o epocă a întunericului, a ignoranței și a superstițiilor. Singura rămășiță a imperiului o formează navele spațiale imperiale auto-reparabile și ușor de operat de către oricine dispus să le controleze.